# Parafia św. Andrzeja Boboli w Sopocie
Parafia św. Andrzeja Boboli w Sopocie – rzymskokatolicka parafia usytuowana w sopockiej dzielnicy Dolny Sopot przy ulicy Powstańców Warszawy. Wchodzi w skład dekanatu Sopot, który należy do archidiecezji gdańskiej.  W latach 1869–1870 została zbudowana kaplica pw. Wniebowzięcia NMP, a rozbudowana o Kościół w latach 1985–1988. 31 lipca 1988 konsekracji kościoła dokonał kardynał Jaime Sin – metropolita Manili, natomiast parafię pw. św. Andrzeja Boboli erygowano w 1993.

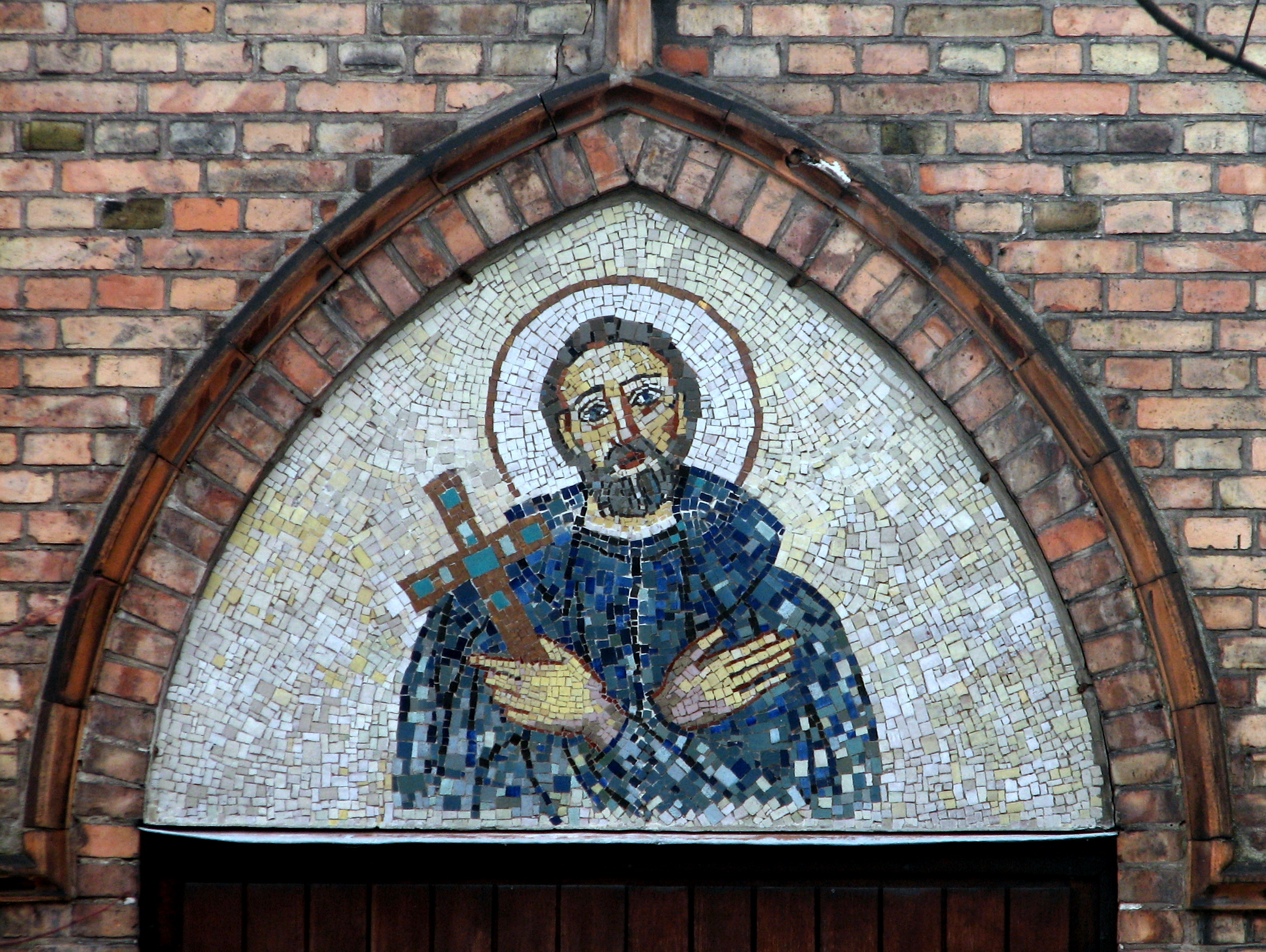
Mozaika św. Andrzeja nad wejściem do kaplicy Wniebowzięcia Najświętszej Maryi Panny

## Proboszczowie
- 1945–1968: ks. Paweł Schütz[2][3]
  - rektor
- 1968–1969: ks. Zygmunt  Badowski 
  - rektor
- 1969–1975: ks. infułat Stanisław Bogdanowicz[4][5][6][7][8]
  - rektor
- 1975–1993: ks. prał. dr Tadeusz Cabała[9][10][11]
  - rektor
- 1993–2009: ks. kan. dr Tadeusz Bach[12]
- 2009–2017: ks. prał. dr Janusz Jasiewicz[13]
- 2017–2018: ks. prał. mgr lic. Zygfryd Leżański[14]
- 2018–2022: ks. kan. mgr Tyberiusz Kroplewski[15][16]
- od 27 XI 2022: ks. mgr Wojciech Lange[17][18]
  - administrator parafii (27 III – 26 XI 2022)
  - moderator diecezjalny Wspólnoty Modlitewno-Ewangelizacyjnej Marana Tha[19] od 29 VI 2021